# Brettus
Brettus (лат.) — род пауков из семейства пауков-скакунов. Около 10 видов.

## Описание
По крайней мере два вида, Brettus cingulatus и Brettus adonis, питаются другими пауками. Пользуясь своей способностью не прилипать к любому виду паучьего шелка, они практикуют агрессивную мимикрию и ощипывают паутину пауков-строителей, чтобы заманить их к Brettus на край паутины, где они захватывают/закалывают свою жертву. Эти два вида пауков также предпочитают пауков-строителей насекомым в качестве добычи. В этом отношении они похожи на других прыгающих пауков Spartaeinae из родов Portia, Cyrba и Gelotia.

## Распространение
Южная и юго-восточная Азия от Китая до Сулавеси, Мадагаскар.

## Классификация
Два вида этого рода (B. celebensis, B. madagascarensis) первоначально были описаны в составе рода Macopaeus.
- Brettus adonis Simon, 1900 — Шри-Ланка
- Brettus albolimbatus Simon, 1900 — Индия, Китай
- Brettus anchorum Wanless, 1979 — Индия, Непал
- Brettus celebensis (Merian, 1911) — Сулавеси
- Brettus cingulatus Thorell, 1895 — Мьянмаtypus
- Brettus madagascarensis (Peckham & Peckham, 1903) — Мадагаскар
- Brettus storki Logunov & Azarkina, 2008 — Борнео